# بوليميراز الحمض النووي الريبوزي
الآر أن أي بوليميراز (بالإنجليزية: RNA polymerase)‏ هو انزيم متعدد البروتينات يتكون من موقعين موقع يقوم بتفكيك أو تكسير الروابط الهيدروجينية التي تربط سلسلتي الدنا ببعضهما البعض على مستوى القواعد الازوتية اما الموقع الثاني فيقوم بتركيب النيوكليوتيدات الخاصة بالرنا الذي هو في طور التركيب وهذا عن طريق مقابلة هذه النيوكليوتيدات لنيوكليوتيدات السلسلة المستنسخة للدنا عن طريق تكامل القواعد الازوتية فال A تقابل U و C تقابل ال G وهذا طبعا بعد فتح الدنا من قبل الآر أن أي بوليميراز.

## التاريخ
الآر إن أي بوليميراز (مبلمر الآر إن أي ) اكتُشف بشكل مستقل على يد تشارلز لوي، أودري ستيفنز وجيرارد هرويتز عام 1]1960. في ذلك الوقت، أعطيت نصف جوائز نوبل في الطب في العام 1959 لسيفيرو أوتشوا لاكتشافه ما اعتُقِدَ بأنه الآر إن أي بوليميراز، و اتضح فيما بعد أن اكتشافه كان (فسفوريلاز عديد النوكليوتيد).
و في العام 2006 أعطيت جائزة نوبل في الكيمياء لروجر كورنبرغ لخلقه صوراً جزيئية مفصلة عن الآر إن أي بوليميراز أثناء مراحل مختلفة من عملية النسخ (بالإنجليزية : transcription process).

## السيطرة على النسخ
تؤثر السيطرة على عملية نسخ الجينات على أنماط التعبير الجيني، وبالتالي، فإنها تسمح للخلية بأن تتكيف مع التغيرات البيئية، وبأن تؤدي أدواراً متخصصة داخل الكائنات الحية، وتحافظ على عمليات التمثيل الغذائي الأساسية والضرورية للبقاء. لذلك، من المستغرب أن فعالية الآر إن أي بوليميراز (RNAP) هي في الواقع طويلة، معقدة وعلى درجة عالية من التنظيم.
في بكتيريا كولاي (Escherichia coli)، تم تحديد أكثر من 100 عامل نسخ تقوم بتعديل فعالية ونشاط RNAP [4].
RNAP يستطيع البدء بعملية النسخ في تسلسلات محددة في DNA تعرف بالمحفزات (promoters). كما يقوم أيضاً بإنتاج سلسلة RNA، تكون مكملة لسلسلة DNA الأصلية. عملية إضافة النوكليوتيدات إلى سلسلة RNA تعرف بالاستطالة؛ في حقيقيات النوى،RNAP يقوم ببناء سلسلة تحتوي 2.4 مليون نوكليوتيد (الطول الكامل لجين الدستروفين).